# Paraprotomyzon multifasciatus
Paraprotomyzon multifasciatus es una especie de peces de la familia Balitoridae en el orden de los Cypriniformes.

## Morfología
• Los machos pueden llegar alcanzar los 6,1 cm de longitud total.

## Distribución geográfica
Se encuentran en Asia: este de Sichuan (la China ).

## Hábitat
Es un pez de agua dulce y de clima templado.